# Analizzatore CHN

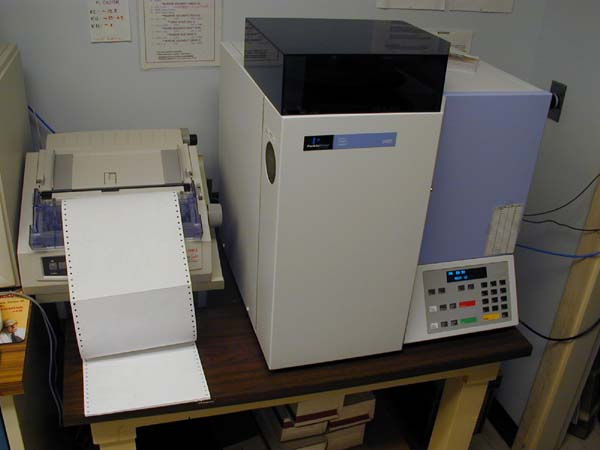
Un analizzatore CHN

Un analizzatore CHN (o analizzatore elementare) è uno strumento scientifico che è in grado di determinare gli elementi della composizione di un campione.
Il nome deriva da tre elementi primari misurati con il dispositivo: carbonio (C), idrogeno (H) e azoto (N).
Può anche essere misurata la concentrazione di zolfo (S) e ossigeno (O).
L'analizzatore utilizza un processo di combustione per abbattere le sostanze in composti semplici che sono poi misurati.